# Atheist
Atheist é uma banda estadunidense de Death metal técnico oriunda de Sarasota, na Flórida.

## História

### Primeiros anos
Em 1984, o guitarrista e vocalista Kelly Shaefer e o baterista Mark, fundaram a banda Oblivion, em Sarasota, Flórida. Mark, logo foi substituído por Steve Flynn, que juntamente com Shaefer, começaram a compor canções. No início de 1985, eles mudaram o nome da banda para R.A.V.A.G.E. (Raging Atheists Vowing a Gory End) e adicionaram em sua formação o vocalista Scrappy. A banda então, passou a tocar as canções "Undefiled Wisdom" e "On They Slay", além de covers dos grupos Anthrax, Exodus, Trouble, e Slayer. Mais tarde naquele ano—durante um show local—eles fizeram uma jam com Roger Patterson, que na época era baixista da banda de thrash metal Aggressor. Patterson então, juntou-se ao R.A.V.A.G.E., logo em seguida Scrappy deixou o grupo e Kelly se tornou vocalista.
Em agosto de 1985, eles gravaram no Progressive Studios, em Tampa, a canção "Kill or Be Killed", e juntamente com outras quatro músicas que foram gravadas ao vivo, se tornaram a demo Rotting in Hell. Em novembro de 1986, juntou-se ao grupo o guitarrista Mark Sczawtsberg. Um mês depois, a banda gravou sua segunda demo, intitulada On They Slay. A demo recebeu resenhas positivas de revistas e fanzines, como Kerrang!, Nightmare, Total Thrash, e Violent Noize; cujo editor Borivoj Krgin, ficou tão impressionado que ele ofereceu para a banda aparecer em uma compilação intitulada Raging Death, lançada pela sua recém-fundada gravadora, Godly Records, além de também se tornar gerente do grupo. Antes da compilação ser lançada, Sczawtsberg deixou a banda porque os outros membros não estavam contentes com seus solos, e ele foi substituído dois dias depois por um músico chamado Gary, apenas o tempo suficiente para aparecer em Raging Death, que foi lançada em meados de 1987, e incluiu duas canções de R.A.V.A.G.E.: "Brain Damage" e "On They Slay", além de grupos como Xecutioner (anos depois conhecida como Obituary) e Sadus.
Esta foi também a primeira e última vez que a banda apareceu em um álbum sob o nome R.A.V.A.G.E., eles decidiram alterá-lo para Atheist, pois não queriam ser confundidos com uma banda de Illinois com o nome parecido. Com o novo nome, o trio gravou uma terceira demo, intitulada Hell Halth No Mercy, que incluiu três músicas e uma nova versão de "On They Slay".

### Piece of Time
No início de 1988, o grupo recrutou Rand Burkey como segundo guitarrista. Em abril de 1988, Atheist gravou no Morrisound Studios sua quarta demo tape, intitulada Beyond. A demo recebeu elogios de toda a Europa e os E.U.A. em revistas como Blackthorn, Metal Forces, No Glam Fags, e Total Thrash. Pouco tempo depois, a banda passou a abrir shows para Testament, Vio-lence, Death, e Death Angel. Mais tarde naquele ano — após vários meses de negociação — Atheist assina um contrato de gravação com a Mean Machine Records.
Em novembro de 1988, a banda gravou no Morrisound Studios com a produção de Scott Burns, seu primeiro álbum de estúdio, Piece of Time. Antes que o álbum fosse lançado, a gravadora foi a falência e a banda teve que procurar um acordo. Durante 1989, as gravadoras Active e Roadrunner mostraram interesse na banda. Atheist então, assinou com a primeira e o álbum foi lançado na Europa no início de 1990, e seis meses mais tarde nos Estados, depois de ter sido licenciada pela Metal Blade Records.
Entre dezembro de 1990 e janeiro de 1991, Atheist fez sua primeira turnê; excursionando pela Europa, Canada e Estados Unidos em suporte a banda sueca Candlemass. A banda finalizou a turnê, e enquanto voltavam para casa, a van que transportava os músicos sofreu um acidente em Luisiana, Patterson morreu nos braços de Shaefer à beira da estrada, em 12 de fevereiro de 1991. Superado o trauma, a banda adicionou o baixista Tony Choy como músico de sessão.

### Unquestionable Presence
Durante junho de 1991, Atheist gravou no Morisound Studios como o produtor Scott Burns, seu segundo álbum de estúdio, Unquestionable Presence. Com a nova formação, a banda tocou em alguns shows locais, incluindo uma apresentação no Tampa Bay Metal Awards, em 11 setembro de 1991; onde Patterson foi votado como melhor baixista em uma homenagem póstuma. Esta também foi a última apresentação de Choy na banda, ele se juntou a banda holandesa Pestilence, para uma turnê nos E.U.A. com o Death. Choy foi substituído por Darren McFarland, e a banda continuou fazendo apresentações locais. Em janeiro de 1992, Atheist fez sua segunda turnê pelo Canadá e E.U.A. com Cannibal Corpse e Gorguts, seguida por algumas apresentações locais em Tampa e Bradenton com Deceased.

### Elements
Em julho de 1992, a banda encerrou suas atividades e Shaefer decidiu então, se concentrar em seu projeto paralelo, Neurotica. Enquanto Shaefer estava no estúdio em Gainesville, gravando algumas demos para o Neurotica, ele recebeu uma ligação de Dave Constable da Active Records dizendo que Atheist tinha que gravar mais um álbum para cumprir com as obrigações contratuais. Shaefer então, convidou o guitarrista Frank Emmi que tocava na banda Gentlemen Death, e juntamente com o baterista Mickey—que também era da mesma banda—começaram a ensaiar; sendo que eles só tinham 40 dias para compor, gravar, e mixar o álbum. Após cerca de dez dias, Mickey foi dispensado e substituído pelo baterista Josh Greenbaum que tocava na banda do ator River Phoenix, Aleka's Attic. Pouco tempo depois, Choy e Burkey voltam para à banda, e Atheist passa a ter três guitarristas em sua formação.
Em meados de 1993, a banda gravou seu terceiro álbum de estúdio no Pro-Media Studios com Mark Pinske como produtor (que havia trabalhado anteriormente com artistas como Frank Zappa e Steve Vai). Elements foi lançado pela Metal Blade nos E.U.A., e pela Music for Nations na Europa durante a primeira semana de setembro, enquanto a banda estava fazendo sua turnê europeia com Benediction e Cemetery. Para esta turnê, eles recrutaram Marcell Dissantos como baterista, pois Greenbaum teve que retornar para cumprir obrigações com Aleka's Attic. Em 24 de outubro de 1993, após retornar da Europa, Atheist fez sua última apresentação na festa de lançamento de Elements, no Club Detroit em São Petersburgo, Flórida. Alguns dias depois, uma disputa interna sobre assuntos financeiros levou à divisão de Choy e Marcell, enquanto Randy foi detido na sequência de um assalto à mão armada que o impediu de deixar o país, ao mesmo tempo que a banda tinha uma turnê europeia prevista para novembro de 1993, com Wargasm e Aggressor.

### Retorno

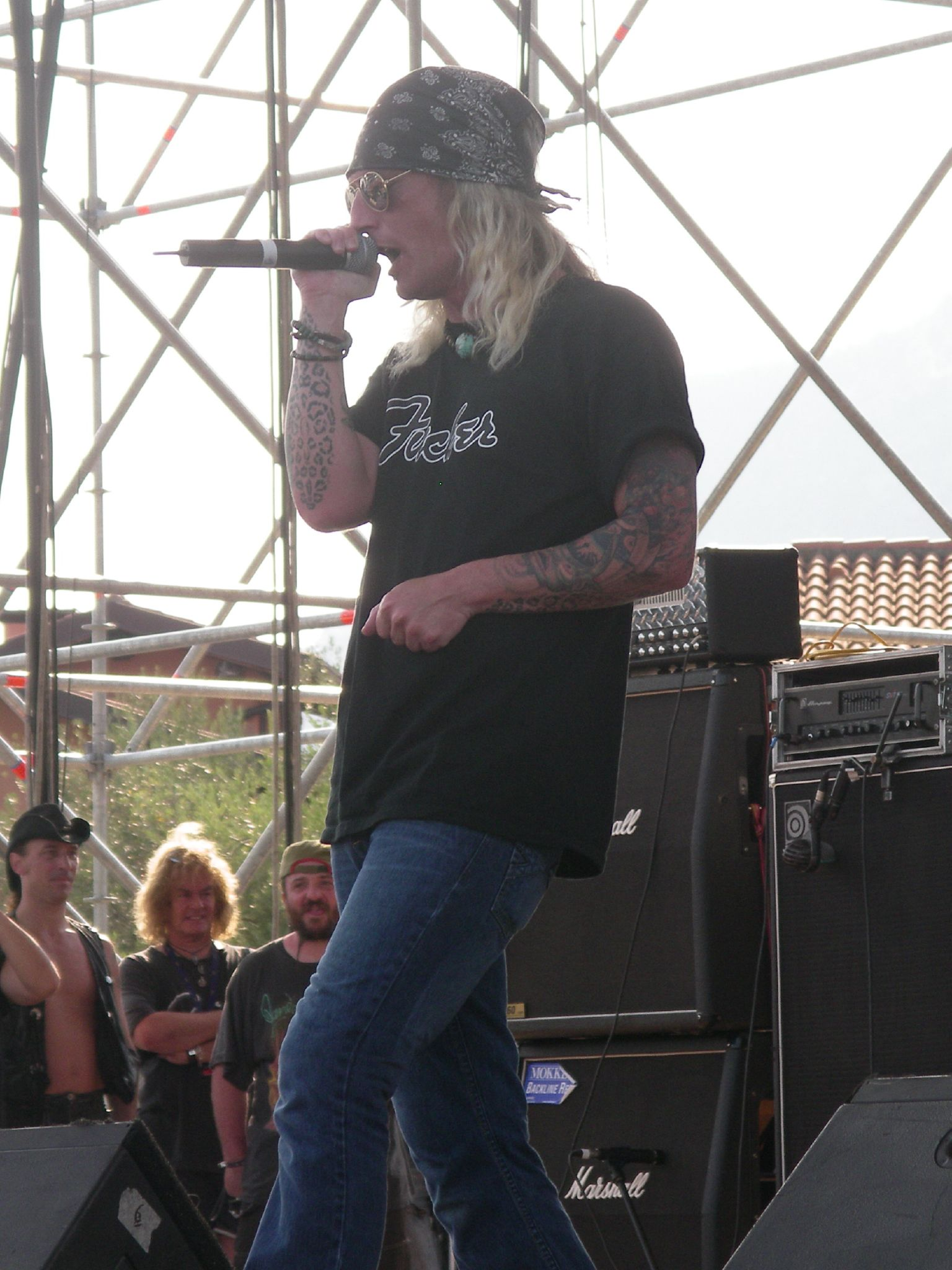
Kelly Shaefer tocando com Atheist no Evolution Festival, Toscolano-Maderno, Itália, em 16 de julho de 2006

A banda retornou em 2006 com os fundadores Shaefer e Flynn e novos membros. Em 2010 eles lançam seu primeiro álbum em 17 anos, intitulado Jupiter.
No início de 2012, eles anunciaram a "Death To All Tour 2012", uma turnê junto aos membros da banda Death, fazendo vários shows pelos Estados Unidos.

## Integrantes
- Kelly Shaefer – vocal  (2006–presente), vocal e guitarra (1984–1993)
- Steve Flynn – bateria (1984–1991, 2006–presente)
- Tony Choy – baixo (1991, 1993, 2006-2010, 2012–presente)
- Jason Holloway – guitarra (2011–presente)
- Chris Martin – guitarra (2012–presente)

### Ex-integrantes
- Mark – bateria (1984)
- Scrappy – vocal (1985)
- Roger Patterson – baixo (1985–1991)
- Mark Sczawtsberg – guitarra (1986–1987)
- Gary – guitarra (1987)
- Rand Burkey – guitarra (1988–1993)
- Lee Harrison – guitarra (1990)
- Darren McFarland – baixo (1991–1992)
- Frank Emmi – guitarra (1993)
- Mickey – bateria (1993)
- Josh Greenbaum – bateria (1993)
- Marcell Dissantos – bateria (1993)
- Chris Baker – guitarra (2006–2012)
- Sonny Carson – guitarra (2006–2009)
- Jonathan Thompson – guitarra (2006–2011), baixo  (2010)
- Travis Morgan – baixo (2011–2012)

## Discografia
Álbuns de estúdio
- Piece of Time (Active, 1989)
- Unquestionable Presence (Active, 1991)
- Elements (Metal Blade, 1993)
- Jupiter (Season of Mist, 2010)

Álbum ao vivo
- Unquestionable Presence: Live at Wacken (2009)

Coletânea
- Best Of (2017)